# Pavel Lambert Mašek
Pavel Lambert Mašek, také Machek nebo Maschek (14. září 1761, Zvíkovec – 22. listopadu 1826, Vídeň), byl český varhaník a hudební skladatel.

## Život
Pocházel z hudební rodiny Mašků. Narodil se v obci Zvíkovec do rodiny učitele Tomáše Maška. Jeho mladším bratrem byl varhaník a hudební skladatel Vincenc Mašek.
Základní hudební vzdělání získal u otce. Nejprve byl také u něj učitelským pomocníkem, později učitelem ve Zlonicích a v Jaroměřicích nad Rokytnou. Jako hudebník byl zván na Jaroměřický zámek, kde jej slyšel hrabě František Nádasdy z Ostřihomi, potomek hraběte téhož jména, manžela Alžběty Báthoryové, a zaměstnal jej jako učitele hudby pro svou dceru. O pět let později přešel do služeb hraběte Niczkyho. Jako virtuóz na physharmoniku (předchůdce dnešního harmonia) vystupoval i u císařského dvora ve Vídni. V roce 1792 se natrvalo usadil ve Vídni a působil jako učitel klavíru a skladby.
Jeho skladby byly ve své době úspěšné a byly vydávány tiskem v Berlíně a v Bonnu.

## Dílo

### Opery
- Waldegraf der Wanderer
- Der Riesenkampf

### Klavírní skladby
- Šest malých rond
- Caprice à la chasse
- Sonáty

### Ostatní skladby
- Šest symfonií
- Šest smyčcových kvartet
- Šest skladeb pro dechové nástroje
- Die Schlach bei Leipzig (kantáta)
- Chrámové skladby
- Písně